# Вицини
Вицѝни (на италиански и на сицилиански Vizzini) е градче и община в Южна Италия, провинция Катания, автономен регион и остров Сицилия. Разположено е на 586 m надморска височина. Населението на общината е 6262 души (към 2013 г.).